# Riverhead Raceway
Der Riverhead Raceway ist eine Motorsport-Rennstrecke in Riverhead, im US-Bundesstaat New York. Der 0,250 Meilen lange Ovalkurs ist der einzige seiner Art auf Long Island.

## Geschichte
Die Bauarbeiten an dem Riverhead Raceway begannen 1949 und wurden 1951 beendet, wobei die Strecke als Dirt-Track eröffnet wurde. Bereits 1955 wurde sie asphaltiert und wurde in den Folgejahren zum Austragungsort verschiedener NASCAR-Rennserien.

## Die Strecke
Der Raceway ist die einzige von der NASCAR homologisierte Strecke auf Long Island und kann als Ovalkurs und für Figure-8-Rennen verwendet werden. Sie wurde ebenfalls als Kulisse für die HBO-Serie The Sopranos verwendet.

## Veranstaltungen
Zu den bekanntesten Meisterschaften, welche Rennen auf dem Riverhead Raceway austragen, gehören die NASCAR Advance Auto Parts Weekly Series und die Whelen Modified Tour. Letztere startet seit dem Beginn der Serie 1985 kontinuierlich auf der Strecke, die mit bis dato 76 ausgetragenen Rennen (Stand 2025) eine der drei am häufigsten besuchten Kurse dieser Meisterschaft ist. Bereits davor war der Riverhead Raceway Bestandteil der Vorgängerserie der NASCAR Modified National Championship die zwischen 1958 und 1984 53 Rennen auf der Strecke austrug.
Das wichtigste Rennen ist das nicht zu einer Meisterschaft zählende Islip 300. Dieses ist nach dem 1984 geschlossenem Islip Speedway auf Long Island benannt und wird seit 2017 ausgetragen, dabei treten Wagen aus vier verschiedenen Serien („Tour Type“ Modifieds) an.